# 리자신
이가흔(중국어 정체자: 李嘉欣, 광둥어: lei5 gaa1 jan1 레이가얀, 영어: Michelle Reis, 1970년 6월 20일)은 홍콩의 영화 배우이다.

## 주요 이력
마카오에서 출생하였고 지난날 한때 포르투갈 리스본에서 잠시 유아기를 보낸 적이 있는 그녀는 5세 시절 일가족과 함께 홍콩으로 이주하였으며 18세 시절 데뷔하였다.

## 출연 작품

### 영화
- 지존계상 - 위니 역
- 루안살성
- 천녀유혼2
- 독고구검
- 동방불패
- 방세옥
- 타락천사
- 녹정기
- 8인: 최후의 결사단

### 뮤직비디오 (대한민국)
- 이수영 - 그리고 사랑해

## 같이 보기
- 홍콩 영화
- 마카오 토생 포인